# Гладлока
Гладлока (словен. Gladloka) — поселення в общині Костел, регіон Південно-Східна Словенія, Словенія. Висота над рівнем моря: 272 м.